# 2019年浙江大學強姦案
浙江大學強姦案是2019年中華人民共和國浙江省杭州市浙江大學的在校生所引發的強姦案，2020年遭到輿論曝光。由於嫌疑人為中國少數民族，一度僅遭到校方留校查看的處分，引發爭議，认为校方处罚太轻。最終浙江大學在爭議聲中將涉事學生開除。

## 案件
涉事學生為浙江大学建筑工程学院土木工程系2016级哈薩克族本科生努爾特·巴特爾。2020年4月17日，浙大土木工程本科哈萨克族学生努尔特·巴特尔因强奸罪而被西湖区人民法院判处一年六个月监禁，缓刑一年六个月。
法院判刑後，曾遭到努爾特·巴特爾侵害的九名女生向新京报记者表示，自己曾在不同场合遭到努爾特·巴特爾的猥亵。據其中一名化名為小玉的女生透露，2019年4月19日，自己與努爾特通過社交軟件結識，並互加微信，並在當日就與努爾特见面，兩人一起逛街，之後來到酒吧，小玉在酒吧中醉酒。晚上10点左右，小玉被带到桔子酒店，醒來後發現自己被强奸。另一名化名為盛晴女生表示，2019年10月，盛晴通过一款社交软件认识努爾特，並與努爾特一同前往酒吧，在酒吧的當晚努爾特對盛晴作出摟腰等猥褻動作。還有一位女生称，2019年9月，自己在一场酒局结束后和努爾特一起打车回学校的途中遭到努爾特强吻和抚摸。另外根據杭州市西湖区人民法院刑事判决书显示，2019年2月22日，努爾特將一名醉酒女子帶至西湖區三墩鎮一出租房，强吻女子并强摸女子阴部，女子發現後反抗并聲稱要报警，努爾特中止犯罪並主動自首。公诉机关认为努爾特為犯罪中止，且具有自首情节，建议判处有期徒刑一年零六个月，可适用缓刑。
2020年7月21日下午，浙江大学宣佈根据《浙江大学学生违纪处理办法》第十七条第一款第三项规定，决定给予努爾特·巴特爾留校察看处分。而此後，努爾特·巴特爾在微信朋友圈發佈旅游等動態，被輿論认为其毫无悔過之心，也引發媒體對浙江大學處分過於寬鬆的批評。9名学生接受新京报采访，称自己为该生性骚扰受害者，并指出审判后该生还在微信朋友圈炫耀自己旅游的经历，质疑其是否真正反省。迫于舆论压力，校方重新审查案件。
2020年7月31日，浙江大學決定开除努爾特·巴特爾的学籍。